# Republika Środkowoafrykańska na Letnich Igrzyskach Olimpijskich 1992
Republikę Środkowoafrykańską na Letnich Igrzyskach Olimpijskich 1992 reprezentowało 15 zawodników: 13 mężczyzn i dwie kobiety. Był to 4 start reprezentacji Republiki Środkowoafrykańskiej na letnich igrzyskach olimpijskich.

## Skład kadry

### Judo
Kobiety
- Felicité Makounawode - waga do 61 kg - 20. miejsce,

Mężczyźni
- Siméon Toronlo - waga do 71 kg - 22. miejsce,
- André Mayounga - waga do 86 kg - 21. miejsce,

### Kolarstwo szosowe
Mężczyźni
- Vincent Gomgadja - wyścig ze startu wspólnego indywidualnie - nie ukończył wyścigu,
- Obed Ngaite - wyścig ze startu wspólnego indywidualnie - nie ukończył wyścigu,
- Christ Yarafa - wyścig ze startu wspólnego indywidualnie - nie ukończył wyścigu,
- Rufin Molomadan, Vincent Gomgadja, Obed Ngaite, Christ Yarafa - wyścig drużynowy na 100 km na czas - 29.  miejsce,

### Lekkoatletyka
Kobiety
- Brigitte Nganaye

bieg na 800 m - odpadła w eliminacjach,
bieg na 1500 m - odpadła w eliminacjach,
Mężczyźni
- Valentin Ngbogo

bieg na 100 m - odpadł w eliminacjach,
bieg na 200 m - odpadł w eliminacjach,
- Martial Biguet - bieg na 400 m - odpadł w eliminacjach,
- Zacharia Maidjida

bieg na 800 m - odpadł w eliminacjach,
bieg na 1500 m - odpadł w eliminacjach,
- Ernest Ndissipou - bieg na 5000 m - odpadł w eliminacjach,
- Ferdinand Amadi - maraton - 74. miejsce,